# アラバマアカハラガメ
アラバマアカハラガメ（Pseudemys alabamensis）は、ヌマガメ科クーターガメ属に分類されるカメ。

## 分布
アメリカ合衆国（アラバマ州南部）固有種
種小名alabamensisは「アラバマ産の」の意で、和名や英名と同義。

## 形態
最大甲長33cm。オスよりもメスの方が大型になり、オスは最大甲長約30cm。背甲はドーム状に盛りあがり、上から見ると幅広い卵型。甲板には細かい皺で覆われる。第2-4椎甲板は盛り上がる。背甲の色彩は暗黄色や黒で、肋甲板や縁甲板には黄色やオレンジ色の横縞が入る。腹甲の色彩は赤燈色で、不明瞭な暗色斑が入る個体もいる。
頭部は中型。上顎の先端が凹み、その両脇が牙状に突出する。頭部や頸部、四肢の色彩は暗黄色で、黄色い縦縞が入る。頭頂部に矢尻状の斑紋が入り、正中線上に入った縦縞と繋がり矢印状になる。頭部の正中線両脇に入る縦縞は側頭部の縦縞（眼の後方から下方へ湾曲し、頸部へ続く）と平行で、縦縞の端は眼より前方にある。喉に入る縦縞は細く、喉後部の正中線付近に入る縦縞は頭部の幅の7%以上かつ9%未満。
幼体は腹甲の色彩が赤やオレンジ色などで、端や甲板の一部、継ぎ目（シーム）に沿って暗色斑が入る。

## 生態
水生植物の繁茂する河川、沼、湿地などに生息し、クーターガメ属内では唯一主な生息地に汽水域が含まれる。昼行性で、日光浴を好む。
食性は植物食で、主にコカナダモを食べるが、他の水生植物や藻類などを食べる。
繁殖形態は卵生。5-7月に1回に3-9個の卵を年に数回に分けて産む。

## 人間との関係
生息地では卵も含めて食用とされることもある。
開発による生息地の破壊、水質汚染、交通事故、食用やペット用および動物園などでの飼育用の乱獲、人為的に移入されたブタやアカヒアリなどによる卵の捕食、環境の変化による卵や幼体の天敵による捕食率の増加などにより生息数は激減している。アラバマ州およびアメリカ合衆国では法的に保護の対象とされ、学術目的を除いた飼育や流通が規制されているが密猟されることもある。生息地を自然公園や保護区に指定したり、密猟を防止するためボランティアが巡回を行うなどの保護対策が進められている。
ペットとして飼育されることもあった。アメリカ合衆国で法的に保護されているため、保護される以前に流通した可能性はあるものの日本では近年の確実な輸入例はない。キタアカハラガメが本種の名前で流通した事もある。飼育下では魚類やミミズ、魚類用の人工飼料を食べた例がある。